# 烏曼區
烏曼區（羅馬化：Umanskyi raion）是烏克蘭切爾卡瑟州的一個區，行政中心設於烏曼，人口数量为251,408人（2021年估计）。

## 历史
2020年7月18日作为乌克兰行政区划改革的一部分，切爾卡瑟州的区份数量减至4个，乌曼区的面积显著增加。原赫里斯蒂尼夫卡區、馬尼基夫卡區、莫納斯特里謝區、扎什基夫區，以及州辖市乌曼合并至乌曼区。改革前乌曼区的面积为1,394.7平方公里，2020年人口数量为41,994人。

## 行政区划
乌曼区下分为12个市镇：
- 扎什基夫市鎮（烏克蘭語：Жашківська міська громада）
- 莫納斯蒂里謝市鎮（烏克蘭語：Монастирищенська міська громада）
- 烏曼市鎮（烏克蘭語：Уманська міська громада）
- 赫里斯蒂尼夫卡市鎮（烏克蘭語：Христинівська міська громада）
- 巴班卡市鎮（烏克蘭語：Бабанська селищна громада）
- 布基市鎮（烏克蘭語：Буцька селищна громада）
- 曼基夫卡市鎮（烏克蘭語：Маньківська селищна громада）
- 巴什泰奇基市鎮（烏克蘭語：Баштечківська сільська громада）
- 德米特魯什基市鎮（烏克蘭語：Дмитрушківська сільська громада）
- 伊萬基市鎮（烏克蘭語：Іваньківська сільська громада）
- 拉德任卡市鎮（烏克蘭語：Ладижинська сільська громада）
- 帕蘭卡市鎮（烏克蘭語：Паланська сільська громада）